# توماس ديوي وايز
توماس ديوي وايز (بالإنجليزية: Thomas Dewey Wise)‏ هو سياسي أمريكي، ولد في 30 أغسطس 1939 في أورانجبورغ في الولايات المتحدة. انتخب عضو مجلس نواب كارولاينا الجنوبية.